# Zibbz
Zibbz (ibland stiliserat som ZiBBZ) är en schweizisk duo som består av syskonen Corinne och Stefan Gfeller. De representerade Schweiz i Eurovision Song Contest 2018 i Lissabon med låten "Stones".